# Józef Kaniak (lekarz)
Józef Kaniak (ur. 17 marca 1909 we Lwowie, zm. 1 kwietnia 1984 we Wrocławiu) – polski lekarz internista, angiolog i diabetolog.

## Życiorys
Ukończył studia medyczne na Uniwersytecie Jana Kazimierza we Lwowie w 1934.
W młodości był lekkoatletą. Zdobył brązowy medal halowych mistrzostw Polski w 1933 w pchnięciu kulą, a także zajął 4. miejsce w biegu na 110 metrów przez płotki i 6. miejsce w rzucie dyskiem na mistrzostwach Polski w 1932 oraz 4. miejsce w pchnięciu kulą w 1933.
Uzyskał stopień doktora nauk medycznych w 1937. Po II wojnie światowej osiedlił się we Wrocławiu. W latach 1950–1967 był kierownikiem Katedry i Kliniki Chorób Zakaźnych Akademii Medycznej we Wrocławiu, po czym objął posadę kierownika I Katedry i Kliniki Chorób Wewnętrznych, zaś w 1970 r. kierownictwo Kliniki Angiologicznej, które pełnił do przejścia na emeryturę w 1979. Ponadto był dziekanem Wydziału Lekarskiego (1962–1965) i prorektorem ds. dydaktyki (1965–1968). Tytuł profesora otrzymał w 1974 r.
Odznaczony m.in. Krzyżem Komandorskim z Gwiazdą Orderu Odrodzenia Polski i odznaką tytułu honorowego „Zasłużony Nauczyciel PRL”.
Zmarł w 1984 r. Został pochowany na cmentarzu św. Wawrzyńca.